# IKA-Renault Torino
O Torino é um sedan de porte médio produzido sob licença da American Motors Corporation (AMC) pela Industrias Kaiser Argentina, a qual acabou sendo comprada pela Renault.